# サーム (シャー・ナーメ)
サーム (Sām [sɑːm]、سام、またはSaamとも綴られる）は、古代のペルシア神話に登場する英雄で、長編詩『シャー・ナーメ（王書）』においては重要な登場人物の一人である。ザールの父、そしてロスタムの祖父となる。

## 『アヴェスター』
サームの名は『アヴェスター』に見られ、英雄クルサースパ（ガルシャースプ）は彼の家族だとされている。
後に成立する『シャー・ナーメ』にもサームが登場するが、そこでのサームと『アヴェスター』でのこのサームとには明確な関係性が認められないという。また、『アヴェスター』にはザールもロスタムも登場しないことから、『シャー・ナーメ』においては作者があえてサームをザール・ロスタムの父・祖父の位置に据えたとも考えられている。

## 『シャー・ナーメ』
『シャー・ナーメ』において、サームはナリーマン（ナリーマーン）の息子である。ナリーマン家の一族の勇敢さと思慮深さは広く知られており、人々の尊敬を集め、王家の信任も厚かった。過去に竜を牛頭の鎚矛の一撃で倒していることから、「必殺のサーム」「一撃のサーム」の異名を取っている。
武勲誉れ高き英雄に与えられる「パフラヴァーン」の称号を得ていたサームは、イランのフェリドゥーン、マヌーチェフル（マヌーチフル）そしてナウザルの各王に仕えた。王子だったマヌーチェフルがフェリドゥーンの息子を成敗する戦いにも付き従い、フェリドゥーンの死後はマヌーチェフルの後見を務めた。
マヌーチェフルの逝去後、ナウザルの王座は腐敗し堕落したため、イランの戦士達はサームにイランの統治を頼んだ。しかしサームは応じず、あくまでもナウザルを支持し、ナウザルにフェリドゥーンとマヌーチェフルの後を継ぐように勧めた。アルジャースプとザレールの戦った戦争の中で、｢サームは最高のメイス使いとされ、そしてアーラシュは最高の射手とされている｣と語る。
サームが息子を得た時、赤ん坊の髪も体毛も真っ白であったことから、サームは息子を遠方に捨ててしまった。しかしその息子は、霊鳥スィーモルグによって育てられ、力強い青年となった。息子と再会したサームは自分の過ちを詫び、息子にザールと名付け、自分の支配するザーブリスターンを譲った。そしてザールがザッハークの子孫にあたる女性との結婚を望んだ際は、この結婚を認めようとしないマヌーチェフル王へ手紙を送り、この取りなしもあって王はザールの結婚を許した。
やがてザールの息子ロスタムが生まれると、サームの元にはロスタムを象った人形が送られ、サームを非常に喜ばせた。そののち、ロスタムの成長を祝う宴にてザールやロスタムらと楽しく過ごした後、サームは間もなくその生涯を終えた。